# 詹姆斯·麦克洛克林
约瑟夫·詹姆斯·麦克洛克林（英語：Joseph James McLoughlin，1878年8月21日—1962年12月），美国赛艇运动员。他曾代表美国参加1904年夏季奥林匹克运动会赛艇比赛，获得男子双人双桨银牌。